# Premio Francisco de Javier
El Premio Francisco de Javier fue instituido por el Gobierno de Navarra mediante Decreto Foral 89/2009, de 14 de diciembre, con el propósito de honrar la memoria del navarro más universal de todos los tiempos, San Francisco de Javier, patrón de Navarra. El premio se otorga para reconocer la labor de aquellas personas, entidades e instituciones que, con su actividad, proyectan en el exterior una imagen de Navarra como comunidad que contribuye al progreso, al bienestar y al perfeccionamiento de la sociedad española e internacional.
El premio es concedido por el Gobierno de Navarra, a propuesta de su presidente o de uno o varios consejeros, y se entrega en acto público. Es un premio honorífico que no tiene dotación económica. Se ha hecho costumbre otorgarlo una vez al año.

## Premiados
- 2009: Pablo Hermoso de Mendoza rejoneador.
- 2010: Pedro Ábrego Velasco, restaurador.
- 2011: Ignacio Zoco, futbolista y María Ostiz, cantante.
- 2012: Salvador Estébanez Eraso, pedagogo.
- 2013: Javier Urra Portillo, psicólogo.
- 2014: Manuel Hidalgo, escritor y periodista.
- 2015: Montxo Armendáriz, director de cine.
- 2016: Juan Miguel Sola, restaurador.
- 2017: Pedro Iturralde Ochoa, saxofonista y compositor.
- 2018: Adolfo Eraso Romero, químico, geólogo y glaciólogo.
- 2019: José María Zabala, empresario, fundador y director de la consultoría Zabala Innovation Consulting.